# محفز بيلة حمض اليوريك
محفزات بيلة حمض اليوريك (بالإنجليزية: Uricosurics)‏ هي مجموعة أدوية تزيد طرح حمض اليوريك في البول، لذلك فهي تخفض من تركيز حمض اليوريك في البلازما. هذه الأدوية تؤثر على النبيب الملفف الداني في الكلية. علما أنه ليس كل الأدوية التي تخفض مستوى حمض اليوريك في الدم تنتمي لهذه المجموعة، حيث توجد أدوية أخرى تخفضه وبطرق أخرى.

## محفزات بيلة حمض اليوريك الأولية
تشمل محفزات بيلة حمض اليوريك الأولية:
- بروبينسيد
- سولفينبيرازون
- بنزبرومارون
- آيزوبرومينديون

## محفزات بيلة حمض اليوريك الثانوية
هنالك أدوية أخرى لها استخدام أساسي، لكن لديها تأثير محفز لبيلة حمض اليوريك.  قد يكون تأثير بعض هذه الأدوية المحفز لبيلة حمض اليوريك واضح جدا. قد تستخدم هذا الأدوية استخداما بدون تصريح ويحتاج هذا الاستخدام تقييما ومراقبة لمخاطره للحصول على فوائد استخدامه وتجنب مشاكله.
تشمل محفزات بيلة حمض اليوريك الثانوية:
- أملوديبين
- أتورفاستاتين
- فينوفايبرات
- غايفينيسين[3]
- لوسارتان[4]
- الهرمون الموجه لقشر الكظر[5]
- كورتيزون[5]

لجراحة البطن تأثير محفز لبيلة حمض اليوريك بالإضافة إلى أن لها احتمال المسهمة في نوبات نقرس حادة.